# Shelley Niro
Shelley Niro (nació en 1954) es una filmógrafa y artista visual mohawk de Nueva York y Ontario. Se le destaca por sus fotografías de familiares femeninas y de ella misma en posiciones contemporáneas para desafiar los estereotipos y clichés de las mujeres de los pueblos nativos americanos.
Niro es una artista contemporánea multidisciplinaria que utiliza la fotografía, pintura, escultura, multimedia y cine independiente. Niro es miembro Kanienkehaka (Nación Mohawk), Clan Turtle Clan, de las Seis Naciones en el Gran Territorio del Río.

## Antecedentes
Shelley Niro nació en Niagara Falls (Nueva York) en 1954 y se crio en la Reserva de las Seis Naciones, en las cercanías de Brantford, Ontario, Canadá. Es un miembro del Clan de la Tortuga. Niro se graduó del Colegio de Arte de Ontario con una licenciatura en Bellas Artes de la Escultura y la Pintura. Obtuvo su maestría en Bellas Artes de la Universidad de Ontario del Oeste.

## Trayectoria
Niro exploró la historia oral de los iroqueses en general y la diáspora del pueblo mohawk en particular. Ella es conocida por su fotografía, la cual por lo general combina retratos de mujeres nativo-americanas contemporáneas con imágenes tradicionales del pueblo Mohawk. Ella se usa a sus amigas, familiares y amigos como modelos. Sus series fotográficas de 1992, This Land Is Mime Land y 500 Year Itch utilizan referencias humorísticas a la cultura pop, tal y como Elvis Presley y Marilyn Monroe. Niro por lo general trabaja en dípticos y trípticos, utilizando procesos fotográficos como el fotomontaje, tintado manual y tonos de sepia.
A Shelly Niro por lo general se le compara con la artista Cindy Sherman porque ambas se posicionan a sí mismas en diferentes roles en un intento de romper varios estereotipos. Sin embargo, Niro nunca se disfraza completamente. "Ella quiere que el espectador la identifique dentro de sus manifestaciones."